# 饒虎臣
饒虎臣（？—？），字宗召，寧國府寧國縣沙埠人，南宋大臣。

## 生平
饒虎臣是嘉定七年（1214年）進士。歷官將作主簿，徽州知州，遷秘書郎，升著作郎兼權右司郎官。遷兵部郎官兼權左司郎官，特授左司郎中。淳祐五年（1245年），遷司農少卿兼左司，兼國史編修、實錄檢討。淳祐十年（1250年），調任建寧府知府，遷福建轉運判官。淳祐十二年（1252年）六月福建大水，饒虎臣發賑災糧五十萬米五千石。遷浙東提點刑獄。寶祐三年（1255年），拜太府卿兼中書門下省檢正諸房公事。以秘閣修撰、兩浙轉運使、禮部右侍郎。寶祐六年（1258年），兼同修國史、實錄院同修撰，暫通攝吏部尚書。同年，拜端明殿學士、同簽書樞密院事。
開慶元年（1259年），右丞相兼樞密使丁大全因封鎖軍情被罷相，以觀文殿大學士判鎮江府。時任監察御史的饒虎臣再度指出丁大全的四大罪狀：絕言路、壞人才、竭民力、誤邊防。丁大全最後被送至南康軍居住。
同年，拜同知樞密院事，兼權參知政事。景定元年（1260年），拜參知政事。同年五月，殿中侍御史何夢然彈劾他，以資政殿學士提舉洞霄宮。再被劾，褫職罷祠。景定四年（1263年），敘復元官，提舉太平興國宮。卒，身後無錢安葬。家人將皇上賞賜變賣後，才得以安葬。無諡。

## 家族
父饒良傅，曾任帝師，封為吉國公。

## 延伸阅读
[在维基数据编辑]
 《宋史/卷420》，出自脱脱《宋史》